# Xocolata blanca

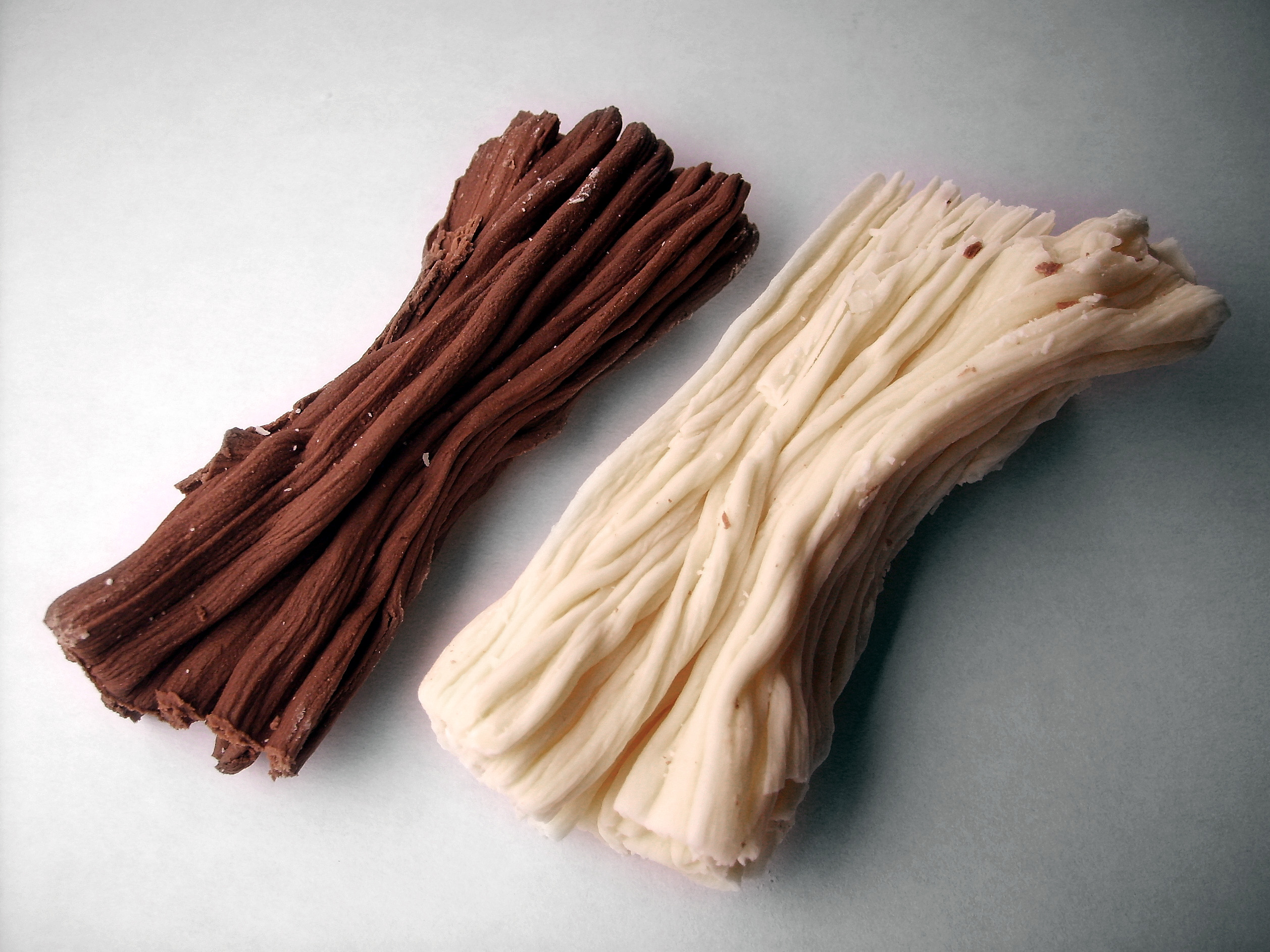
Xocolata en branca («llenyes») d'ambdós colors

La xocolata blanca és un dolç elaborat amb sucre, mantega de cacau i llet. El punt de fusió de la mantega de cacau és prou elevat per mantenir la xocolata blanca sòlida a temperatura ambient, però prou baix per fer que es fongui a la boca. Així, la xocolata blanca té una textura semblant a la de la xocolata amb llet.

## Composició i regulació
La xocolata blanca es compon de mantega de cacau, llet i sucre. Les regulacions locals determinen quines barreges es poden comercialitzar com a «xocolata blanca»:
- Als Estats Units, des de 2004, la xocolata blanca ha de contenir un mínim del 20% de mantega de cacau (en pes), com a mínim un 14% de sòlids lactis, un 3,5% de greix de llet com a mínim i menys del 55% de sucre o altres edulcorants. Abans d'aquesta data, les marques havien d'obtenir permisos temporals de comercialització per vendre xocolata blanca.
- La Unió Europea ha adoptat els mateixos estàndards, excepte pel fet de no fixar límits per als edulcorants i el sucre.[1]

La xocolata blanca s'elabora de la mateixa manera que la xocolata amb llet i la negra, excepte pels ingredients. De fet, a causa d'això, molta gent (incloent a la pròpia Administració de Drogues i Aliments) no considera que sigui xocolata.
Alguns preparats per a banys de pastisseria s'elaboren a partir de greixos barats sòlids, vegetals hidrogenats i animals i, per tant, no estan derivades del cacau. Aquests preparats poden tenir color blanc (a diferència del to d'ivori de la xocolata blanca) i no tenen el gust de la mantega de cacau.
Com que no conté sòlids de cacau, un benefici de la xocolata blanca és que tampoc conté teobromina, raó per la qual pot ser consumida per aquells que han d'evitar-la per motius mèdics o religiosos. La teobromina només es troba en el sòlid del cacau i altres ingredients de la xocolata que li donen el seu característic color marró. En contrast amb la xocolata blanca, la negra té una gran quantitat d'aquesta substància.

## Ús en rebosteria
Pot resultar difícil treballar amb la xocolata blanca. Quan es fon, la mantega de cacau pot separar-se i crear un compost oliós que pot recuperar-se mitjançant emulsió. Aquest es pot fer fonent una petita quantitat de mantega o xocolata i batent la mescla. Com amb la xocolata, tan aviat com s'afegeix una mica d'aigua en el producte fos, aquest es torna grumós i granulós. De nou, pot recuperar-se si s'emulsiona. Algunes marques serveixen millor que altres per rebosteria, tenint a vegades la tendència de tornar-se marrons en ser enfornades.
La xocolata es pot comprar en pastilles grans o petites, però sovint és difícil treballar-hi en haver de tallar amb un ganivet i acabar obtenint porcions irregulars. Hi ha presentacions en pastilles per a major comoditat.